# Louisville Breckenridges
Die Louisville Breckenridges (Louisville Brecks) waren eine American-Football-Mannschaft, die in den Jahren 1921 bis 1924 in der National Football League (bzw. American Professional Football Association) spielte. Unter dem Namen Louisville Colonels spielte das Team 1926 erneut in der NFL.

## Geschichte

### Louisville Breckenridges
Die Geschichte des Teams geht zurück auf den Louisville Breckenridge Club. Dieser war benannt nach dem Bürgerkriegs-General und Vizepräsidenten John C. Breckinridge. Wie in vielen anderen Clubs dieser Zeit, entstand eine Amateurmannschaft die gegen andere Teams aus der Stadt und der näheren Umgebung spielten. Nach einem 17:0-Sieg gegen die New Albany Calumets am 16. November 1919 bezeichnete sich das Team als das beste der Stadt Louisville. Um 1920 gab es zehn Teams im Einzugsgebiet um Louisville.
Aaron Hertzman (1892–1970) war seit 1912 Eigentümer des Teams. 1921 nutzte er die Chance und bezahlte am 21. Februar 1921 die 25-Dollar-Gebühr für ein American-Professional-Football-Association-Franchise. Obwohl er beim Treffen der Clubeigner im April 1921 nicht anwesend war, übersandte er ein Schreiben mit der Bitte um Zustimmung zum Franchise für Louisville. Damit kam er anderen Clubs der Stadt zuvor. Liga-Präsident Joseph Carr stimmte dem Anliegen zu, da er Chancen sah, professionellen Football in einer Stadt zu etablieren, die große Baseball-Traditionen besaß.
In der Saison 1921 spielte das Team neun Spiele. Aber nur zwei gegen Gegner aus der APFA (Evansville Crimson Giants und die Columbus Panhandles). Beide Spiele wurde verloren. Gegen die nicht in der Liga spielenden Teams wurde vier Spiele gewonnen, zwei verloren und eins unentschieden gespielt. Bis auf das Spiel gegen die Evansville Crimson Giants wurden alle Spiele im heimischen Eclipse Park ausgetragen.
1922 waren sieben Liga-Spiele geplant. davon drei vor heimischen Publikum. Da Team umfasste die besten Spieler aus der Region. Gespielt wurden schließlich nur vier Spiele und davon ein Heimspiel. Dieses fand auf den Kentucky Fairgrounds gegen die Evansville Crimson Giants statt. Dies war auch das einzige Spiel das die Mannschaft gewinnen konnte. Bei den verlorenen NFL-Spielen konnte das Team keine Punkte erzielen. Daneben wurden noch vier Spiele gegen örtliche Teams ausgetragen. Davon wurden zwei gewonnen, eins verloren und eins unentschieden gespielt. Am 20. November 1922 brannte Eclipse Park ab. Damit mussten die restlichen beiden Liga-Spiele abgesagt werden und dem Team gingen entscheidende Einnahmen verloren.
Für die Saison 1923 wurde entschieden, die Heimspiele im neu errichteten Parkway Field zu spielen. Von den vier angesetzten Spielen wurden drei ausgetragen, davon eins daheim. Alle Spiele gingen ohne eigene Punkte verloren. Daneben wurden noch sieben Spiele gegen örtliche Gegner ausgetragen.

1924 spielte das Team nicht gegen Gegner aus der NFL. Stattdessen trat sie in der örtlichen Fall Cities Football Federation an. Am Ende wurden drei Spiele gewonnen, vier verloren und eines unentschieden gespielt.

### Louisville Colonels (1926)
Vor Beginn der Saison 1926 gründete der Manager C. C. Pyle mit der American Football League eine zur NFL konkurrierende Liga. Um zu verhindert, dass bestehende Teams der AFL beitraten und um sich die entsprechenden Gebietsrechte zu sichern, wurden durch die NFL mehrere neue Teams in den Ligabetrieb aufgenommen. So wurde auch das im Besitz von Hertzman befindliche Team wieder angesprochen. Es sollte als reines Reiseteam (travelling team) agieren und wurde vom ehemaligen Eigner der Toledo Maroons, Bill Harley, von Chicago aus geleitet. Als Name nutzte man den der örtlichen Baseball-Mannschaft.
Von den geplanten sieben Spielen wurden vier gespielt. Alle Spiele wurde verloren, es wurde seitens der Colonels kein einziger Punkt erzielt. Für die Saison 1927 wurde eine Reduzierung der Anzahl der Mannschaften in der NFL geplant. Da die Colonels zu den schwächsten Teams der Liga zählten, stellten sie  den Spielbetrieb ein und gaben das Franchise zurück.

## Uniform
Die Louisville Breckenridges spielten in roten Jerseys mit grauen Ziffern und einem grauen „B“ auf der Brust. Die Colonels spielten mit rot-weißen Jerseys.

## Statistik
| Saison                   | Liga (evt)               | Siege                    | Niederlagen              | Unentschieden            | Punkte erzielt           | Punkte zugelassen        | Platzierung              | Head Coach               |
| Louisville Breckenridges | Louisville Breckenridges | Louisville Breckenridges | Louisville Breckenridges | Louisville Breckenridges | Louisville Breckenridges | Louisville Breckenridges | Louisville Breckenridges | Louisville Breckenridges |
| ------------------------ | ------------------------ | ------------------------ | ------------------------ | ------------------------ | ------------------------ | ------------------------ | ------------------------ | ------------------------ |
| 1921                     | APFA                     | 0                        | 2                        | 0                        | 0                        | 27                       | 18. (von 21)             | Austin Higgins           |
| 1922                     | NFL                      | 1                        | 3                        | 0                        | 13                       | 140                      | 13. (von 18)             | Hubert Wiggs             |
| 1923                     | NFL                      | 0                        | 3                        | 0                        | 0                        | 90                       | 19. (von 20)             | Jim Kendrick             |
| 1924                     |                          | 3                        | 4                        | 1                        | 56                       | 90                       |                          |                          |
| Louisville Colonels      |                          |                          |                          |                          |                          |                          |                          |                          |
| 1926                     | NFL                      | 0                        | 4                        | 0                        | 0                        | 108                      | 21. (von 22)             | Lenny Sachs              |